# Eryngium paniculatum
Eryngium paniculatum är en flockblommig växtart som beskrevs av Antonio José Cavanilles, Joseph Dombey och François Delaroche. Eryngium paniculatum ingår i släktet martornar, och familjen flockblommiga växter. Inga underarter finns listade i Catalogue of Life.

## Bildgalleri

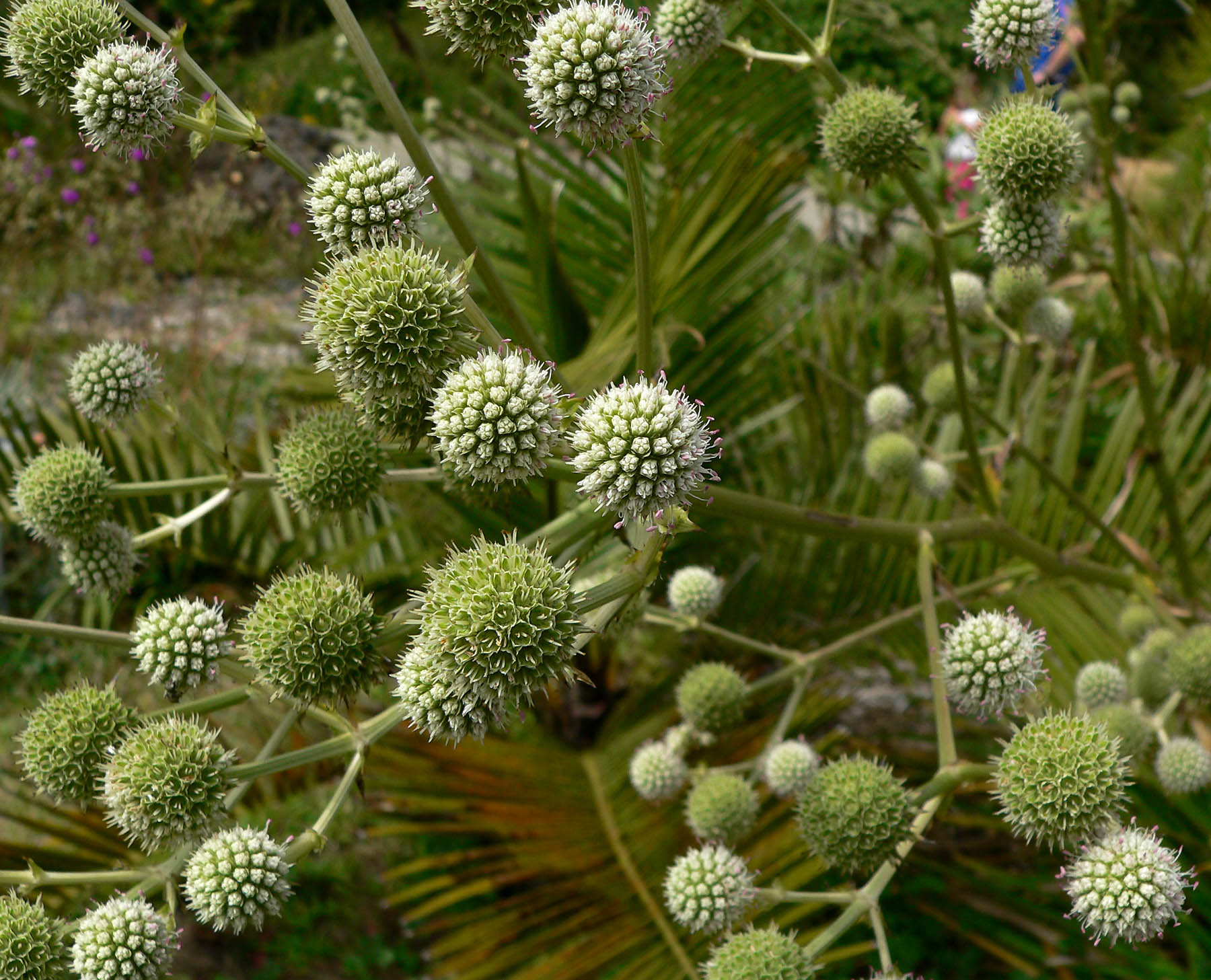
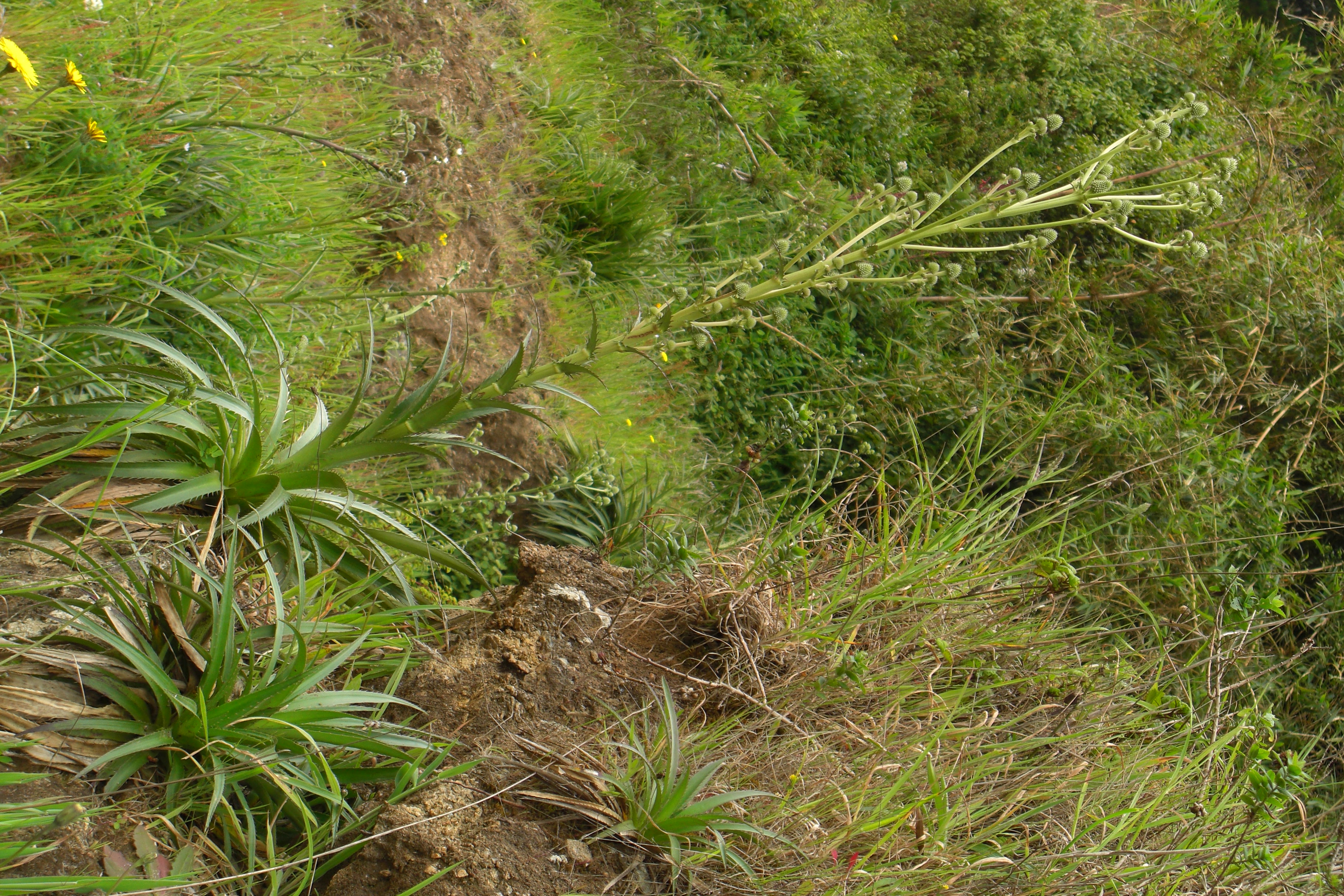
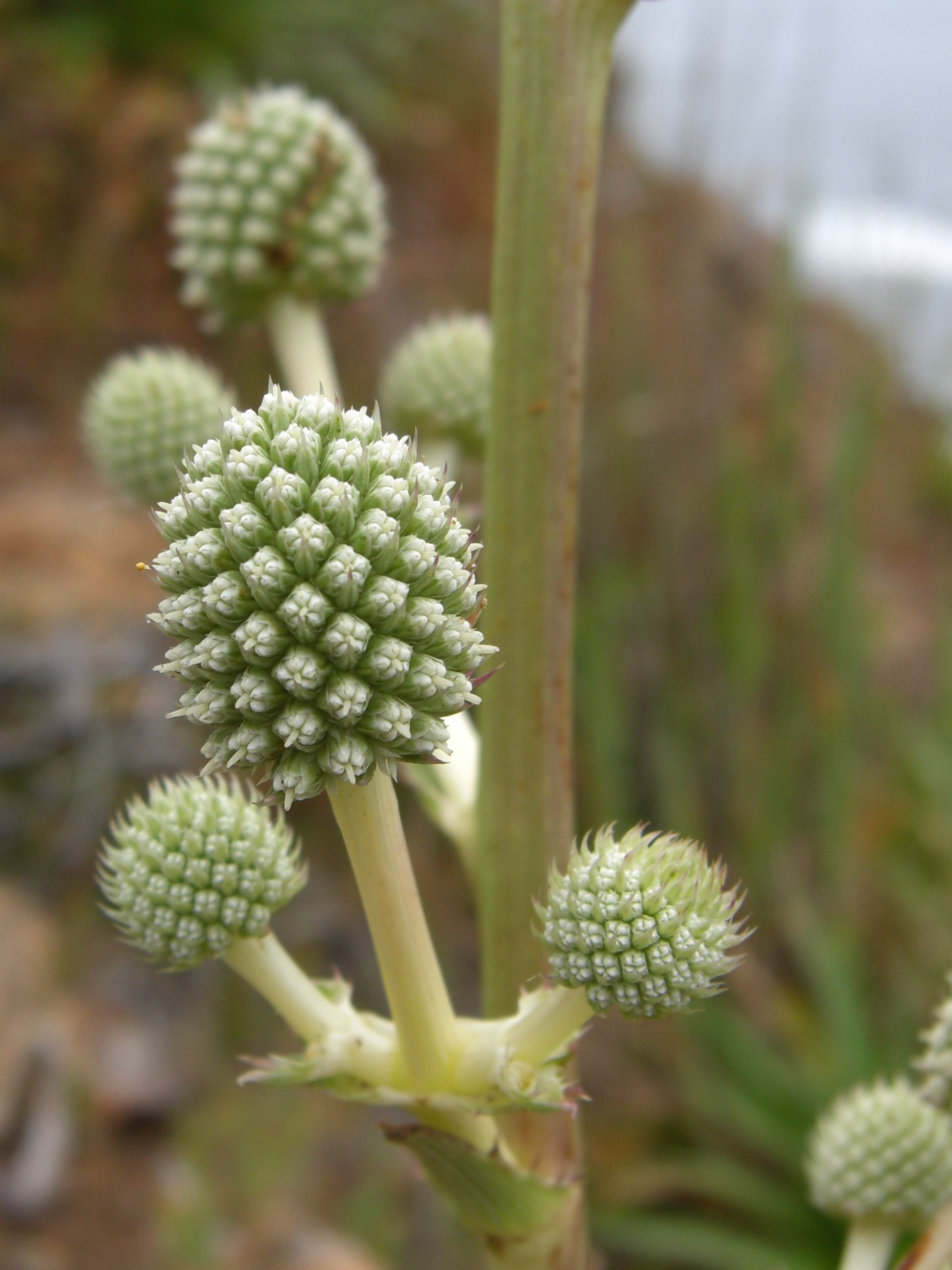
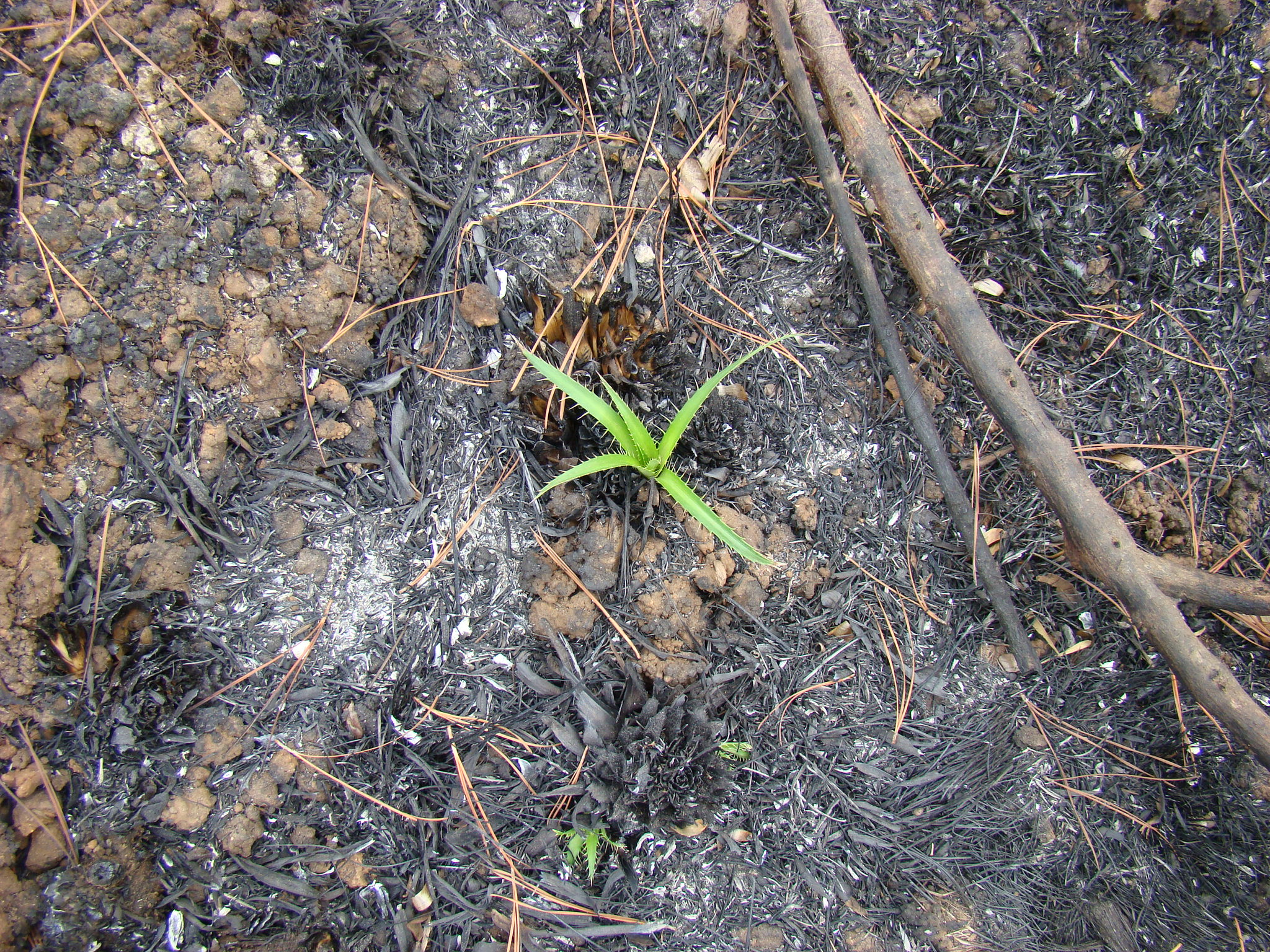